# Fráguas (Vila Nova de Paiva)
Fráguas ist ein Ort und eine ehemalige Gemeinde (Freguesia) im portugiesischen Kreis Vila Nova de Paiva. Die Gemeinde hatte 217 Einwohner (Stand 30. Juni 2011).
Am 29. September 2013 wurden die Gemeinden Fráguas, Vila Nova de Paiva und Alhais zur neuen Gemeinde União das Freguesias de Vila Nova de Paiva, Alhais e Fráguas zusammengeschlossen.